# 86 Ursae Majoris
86 Ursae Majoris, är en vit stjärna i huvudserien och misstänkt variabel(VAR:) i stjärnbilden Stora björnen. Den varierar mellan visuell magnitud +5,69 och 5,71 och varierar med en period som inte är fastställd. Den är svagt synlig för blotta ögat vid god seeing.